# Escuela Universitaria de Música (Universidad de la República)
Escuela Universitaria de Música (EUM) es una institución universitaria de Uruguay, la cual forma parte de la Facultad de Artes de la a Universidad de la República. Fue fundada en 1953.
Actualmente su sede se encuentra ubicada la ciudad de Montevideo, sobre la Avenida 18 de Julio 1772.

## Historia
Fue creado en 1953 como un Conservatorio Nacional de Música, aunque en 1985 pasó a denominarse como Escuela Universitaria de Música, como un instituto de la Universidad de la República.  
La institución cuenta con una biblioteca y con dos coros: el Coro institucional de la Universidad de la República, y el Coro de la Escuela Universitaria de Música desde el año 2000, que dirige Ana Laura Rey.
Cuenta también con una revista desde el año 2004, llamada Músicas al Sur.
Desde 2021, la Escuela Universitaria de Música comenzó a depender y forma parte de la Facultad de Artes. 

## Títulos
La escuela otorga los siguientes títulos:
- Licenciatura en Interpretación Musical Instrumentos.
- Licenciatura en Música Composición.
- Licenciatura en Música Musicología.
- Licenciatura en Música Dirección de orquesta.
- Licenciatura en Música Dirección de Coro.
- Técnico en interpretación de guitarra, Salto, Uruguay.
- Técnico en interpretación de piano, Salto, Uruguay.
- Técnico en Dirección de Coros, Salto, Uruguay.

La EUM brinda la formación en Licenciaturas, a la cual se ingresa con el secundario terminado y el Ciclo de Introducción a la Música (CIM), al cual se ingresa con Ciclo Básico aprobado (3er año de Liceo). Para ambos se deberá realizar una prueba de admisión. Los cursos tienen un sistema de créditos. 